# Broadcast Music, Inc.
Ліцензійне агентство трансляції музики (англ. Broadcast Music, Inc. або BMI) — організація, заснована 1939 року, що представляє інтереси власників авторських прав на музичні композиції. Агенство збирає загальну ліцензійну плату з компаній, які використовують музику, даючи цим компаніям право відтворювати або синхронізувати будь-які пісні з репертуару BMI, що складається з понад 22,4 мільйонів музичних творів.
Ліцензійне агентство трансляції музики (BMI) було засноване 1939 року власниками радіостанцій, щоб забезпечити виплати (роялті) авторам та публікаторам пісень, які не мали контрактів з іншими PRO-організаціями (англ. Performance Rights Organisation — організація захисту прав на виконання). BMI працювали з авторами в різних жанрах, серед яких блюз, кантрі, джаз, ритм-енд-блюз, госпел, фолк, латиноамериканська музика, рок-н-рол. Вона спочатку працювала лише в США, але згодом стала представляти інтереси авторів і в інших країнах.
BMI відповідає за ліцензування музики для її виконання в різних обставинах: на телебаченні, на радіо, в інтернеті, на мобільних пристроях, на концертах, в приміщеннях тощо. Серед клієнтів BMI Тейлор Свіфт, Pussycat Dolls, Джордін Спаркс, Пінк, Дженніфер Лопес, Леді Гага, Брітні Спірс та багато інших виконавців. Станом на 2024 рік, за данними BMI, каталог компанії складається з понад 22 млн музичних композицій, у створенні яких брали участь понад 1,4 млн авторів (поетів та композиторів).

## Нагороди
Ліцензійне агентство трансляції музики (BMI) щороку проводить церемонію нагородження авторів пісень, композиторів і музичних видавців найвиконуваніших пісень року з каталогу BMI. 
Нагороди поділяються на: 
- BMI Latin Awards,
- BMI Pop Awards,
- BMI Film & TV Awards,
- BMI R&B/Hip-Hop Awards,
- BMI London Awards,
- BMI Country Awards,
- BMI Christian Awards та
- BMI Trailblazers of Gospel Music Awards.[5]